# Platypalpus coei
Platypalpus coei är en tvåvingeart som beskrevs av Joseph Charles Bequaert 1962. Platypalpus coei ingår i släktet Platypalpus och familjen puckeldansflugor. Inga underarter finns listade i Catalogue of Life.